# Малые Кныши
Малые Кныши — деревня в Идринском районе Красноярского края в составе Большекнышинского сельсовета.

## География
Находится примерно в 31 километре по прямой на восток-юго-восток от районного центра села Идринское.

## Климат
Климат резко — континентальный с холодной зимой и жарким летом, суровый, с большими годовыми и суточными амплитудами температуры. Максимальная высота снежного покрова 46 см. Среднемесячная температура января −21,1 ºС, июля +18,4 ºС. Продолжительность безморозного периода составляет 100 дней. Средняя дата последнего заморозка — 29 мая, первого заморозка — 7 сентября. Вегетационный период (с температурами выше +5ºС) длится 157 дней. Годовая сумма осадков составляет 387 мм, причем большая её часть выпадает в теплый период года (81 % от годовой суммы).

## История
Деревня основана в 1834 году переселенцами из Пермской и Тамбовской губерний. В советское время работал колхоз «Советская Сибирь», совхозы «Салбинский» и «Кнышинский». В 1993 году совхоз «Кнышинский» ликвидирован.

## Население
Постоянное население составляло 32 человека в 2002 году (94 % русские), 16 в 2010.